# 甥
甥（おい）とは、自分の兄弟姉妹の息子を指す語。対義語は姪。

## 概要
日本の場合、甥は3親等以内の傍系親族になり、実際に血の繋がりがあるならば、民法の規定により、結婚対象とすることは出来ない。
なお、婚姻又は養子縁組により、以下の関係にある者は「義理の甥」「義甥（ぎせい）」と呼ばれる。
- 姪の夫（姪婿）
- 配偶者の甥
- 兄弟姉妹の養子又は配偶者の息子
- 父母の養子の子又は再婚相手の孫
- 養親の実孫

中世ヨーロッパでは公的には結婚・妻帯（さいたい）が禁じられいかなる性的活動も慎むものとされていたカトリック教会の聖職者が、密かにもうけてしまった庶子を「甥」と偽り、親族として様々な便宜を与えることが行われるようになってしまったことがあったため、これを皮肉をこめて「nepotism（ネポティズム、甥びいき、縁故主義）」と呼ばれた。
唐代までなどの漢文・漢詩における姪（てつ）は甥を指すことが多く、注意が必要である。現代中国語では「姪」は兄弟の息子・娘、「甥」は姉妹の息子・娘を意味する場合が多い。

## 関連用語
- 姪（兄弟姉妹の娘）
- 大甥（甥姪の息子。兄弟姉妹の孫息子）
- 大姪（甥姪の娘。兄弟姉妹の孫娘）
- おじ（親の兄弟）
- おば（親の姉妹）
- いとこ（親の甥姪）

## 甥が主役の作品
- アーサーの甥、ガウェインの成長記
- 男はつらいよ お帰り 寅さん
- ウォルター少年と、夏の休日
- 君たちはどう生きるか